# Епархия Кампу-Лимпу
 Епархия Кампу-Лимпу  (лат. Dioecesis Campi Limpidi) — епархия Римско-Католической церкви с центром в городе Кампу-Лимпу-Паулиста, Бразилия. Епархия Кампу-Лимпу входит в митрополию Сан-Паулу. Кафедральным собором епархии Кампу-Лимпу является церковь святого Иуды Фаддея.

## История
15 марта 1989 года Римский папа Иоанн Павел II выпустил буллу «Deo bene opitulante», которой учредил епархию Кампу-Лимпу, выделив её из архиепархии Сан-Паулу.

## Ординарии епархии
- епископ Emílio Pignoli (15.03.1989 — 30.07.2008)
- епископ Luiz Antônio Guedes (30.07.2008 — по настоящее время)

## Источник
- Annuario Pontificio, Ватикан, 2005
- Булла Deo bene opitulante  (лат.)